# Melanie Pfeifer
Pour les articles homonymes, voir Pfeifer.
Melanie Pfeifer, née le 25 mai 1986, est une kayakiste allemande, pratiquant le slalom.

## Palmarès

### Championnats du monde de canoë-kayak slalom
- 2010 à Tacen,  Slovénie
  -  Médaille d'argent en K1 par équipe

### Championnats d'Europe de canoë-kayak slalom
- 2009 à Nottingham,  Royaume-Uni
  -  Médaille de bronze en K1 par équipe